# Gougou
Pour le footballeur, voir Ahmed Nemeur.
La Gougou (la Roulotte) est l'une des plus vieilles légendes d'origine micmaque racontant la légende d'une ogresse vivant dans la plaine de Miscou près de la baie des Chaleurs, au sud de la Gaspésie et aux confins de l'Acadie, en Amérique du Nord.

## Présentation
La Gougou fait son apparition dans la littérature dès les premières explorations européennes : Samuel de Champlain mentionne la Gougou[réf. à confirmer] durant ses voyages en Gaspésie, dans Des Sauvages ou Voyages du Sieur de Champlain faict en l'an 1603 :
« Il y a encore une chose estrange, digne de reciter, que plusieurs sauvages m'ont asseuré estre vray : c'est que, proche de la Baye de Chaleurs, tirant au Su, est une isle où faict residence un monstre espouvantable que les sauvages appellent Gougou, & m'ont dict qu'il avoit la forme d'une femme, mais fort effroyable, & d'une telle grandeur, qu'ils me disoient que le bout des mats de nostre vaisseau ne luy fust pas venu jusques à la ceinture, tant ils le peignent grand; & que souvent il a devoré & devore beaucoup de sauvages; lesquels ils met dedans une grande poche, quand il les peut attraper, & puis les mange; & disoient ceux qui avoient esvité le péril de ceste malheureuse beste, que sa poche estoit si grande, qu'il y eust pu mettre nostre vaisseau. Ce monstre faict des bruits horribles dedans ceste isle, que les sauvages appellent le Gougou; & quand ils en parlent, ce n'est que avec une peur si estrange qu'il ne se peut dire plus, & m'ont asseuré plusieurs l'avoir veu. Mesme ledict sieur Prevert de Sainct Malo, en allant à la descouverture des mines, ainsi que nous avons dict au chapitre précèdent, m'a dict avoir passé si proche de la demeure de ceste effroyable beste, que luy & tous ceux de son vaisseau entendoient des sifflements estranges du bruit qu'elle faisoit, & que les sauvages qu'il avoit avec luy, luy dirent que c'estoit la mesme beste, & avoient une telle peur qu'ils se cachoient de toute part, craignant qu'elle fust venue à eux pour les emporter & qu'il me faict croire ce qu'ils disent, c'est que tous les sauvages en général la craignent & en parlent si estrangement, que si je mettois tout ce qu'ils en disent, l'on le tiendroit pour fables; mais je tiens que ce soit la residence de quelque diable qui les tourmente de la façon. Voylà ce que j'ay appris de ce Gougou. »
— Samuel de Champlain, Des Sauvages ou Voyages du Sieur de Champlain faict en l'an 1603
Même récit, présenté en français moderne :

« Il y a encore une chose étrange, digne de [la] réciter, [ce] que plusieurs sauvages m'ont assuré être vrai : c'est que, proche de la Baie des Chaleurs, tirant au Sud, [il] est une île où fait résidence un monstre épouvantable que les sauvages appellent Gougou, et [ils] m'ont dit qu'il avait la forme d'une femme, mais fort effroyable, et d'une telle grandeur, qu'ils me disaient que le bout des mâts de notre vaisseau ne lui fût pas venu jusqu'à la ceinture, tant ils le peignent grand ;
et que souvent il a dévoré et dévore [encore] beaucoup de sauvages ; lesquels ils met dedans une grande poche, quand il les peut attraper, et puis les mange ; et, disaient ceux qui avaient évité le péril de cette malheureuse bête, que sa poche était si grande, qu'il y eût pu mettre notre vaisseau.
Ce monstre fait des bruits horribles dedans cette île, que les sauvages appellent le Gougou ; et quand ils en parlent, ce n'est qu['] avec une peur si étrange qu'il ne se peut dire plus, et m'ont assuré plusieurs l'avoir vu.
Même ledit sieur Prévert de Saint-Malo, en allant à la découverte des mines, ainsi que nous avons dit au chapitre précédent, m'a dit avoir passé si proche de la demeure de cette effroyable bête, que lui et tous ceux de son vaisseau entendaient des sifflements étranges du bruit qu'elle faisait, et que les sauvages qu'il avait avec lui, lui dirent que c'était la même bête, et avaient une telle peur qu'ils se cachaient de toute part, craignant qu'elle fût venue à eux pour les emporter ;
et qu'il me fait croire ce qu'ils disent, c'est que tous les sauvages en général la craignent et en parlent si étrangement, que si je mettais tout ce qu'ils en disent, l'on le tiendrait pour fables ; mais je tiens que ce soit la résidence de quelque diable qui les tourmente de la façon. Voilà ce que j'ai appris de ce Gougou[source insuffisante]. »